# Kolinio Sivoki
Kolinio Sivoki (10 de março de 1995) é um futebolista fijiano que atua como defensor, atualmente defende o Suva FC.

## Carreira
Kolinio Sivoki ele fez parte do elenco da Seleção Fijiana de Futebol nas Olimpíadas de 2016.